# Lallemand (cràter)
Lallemand és un petit cràter d'impacte a la part sud-oest de la cara visible de la Lluna. El nom va ser donat en honor de l'astrònom francès André Lallemand (1904-1978) i aprovat per la Unió Astronòmica Internacional el 1985.

## Descripció del cràter

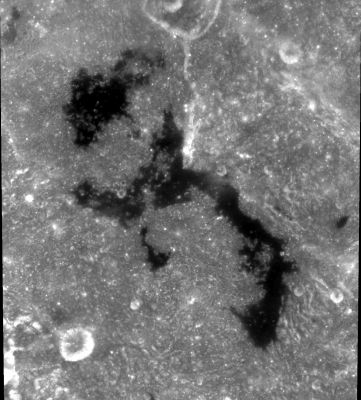
Cràter Lallemand cràter (a baix a l'esquerra). Feta per la sonda espacial Clementine.

Els cràters més propers són els cràters Schlüter i Hartwig al nord; el cràter Rocca a l'est; el cràter Eyhshtedt al sud-est del cràter Kopf a l'oest-sud-oest. A l'oest, en els voltants del cràter són Montes Rook al darrere d'ells i el Lacus Veris; al nord-est del llac a la tardor i darrere de Montes Cordillera. Coordenades selenogràfiques el centre del cràter 14° 24′ S, 84° 13′ O / 14.4°S,84.21°O, el diàmetre de 16,7 quilòmetres, la profunditat d'1,7 quilòmetres.
El cràter Lallemand té forma de bol circular amb el petit sortint a la part sud-occidental. L'eix amb vores clarament definides i el pendent interior llisa amb una alta albedo. A la part occidental del pendent interior del cràter és petit. L'altura de l'eix sobre el terreny circumdant fins a 750 m. La part inferior de la copa té un diàmetre aproximat de la meitat del diàmetre del cràter.
Abans de rebre el seu propi nom el 1985, el cràter tenia la designació Kopf A (en la notació dels anomenats cràters satèl·lits situats als voltants del cràter, que dona el seu nom).
Per la seva ubicació davant de l'extremitat sud-occidental de la Lluna durant les observacions del cràter té una forma distorsionada de l'observació depèn de la libració .

## Cràters satèl·lit
No en té cap.